# 淀車庫
淀車庫（よどしゃこ）は、京阪電気鉄道の車両基地である。京阪本線淀駅より大阪寄り約1kmの、京都府京都市伏見区淀に所在する。保線課・淀土木基地や淀変電所が併設されている。
宇治線内に車庫はないため、当車庫および寝屋川車庫から中書島駅まで出入庫目的で回送列車を走らせている。

## 概要
淀車庫は敷地面積94800m2・8連対応の3線の検車庫と34線の留置線を持ち車両収容能力は320両。車庫建設は4期に分けて行われており、現在は3期までが完成した状態である。将来4期工事が完了すると車両収容能力400両と寝屋川車庫を超えて京阪電鉄最大の車庫として大きく生まれ変わる予定であったが、計画当初以降の社会情勢の変化に伴い2014年1月に4期工事予定地に流通施設の建設が発表され、2016年春3棟の大型倉庫を核とする「京阪淀ロジスティクスヤード」が開設された。

## 歴史
淀車庫の建設計画は、深草車庫が拡張の余地が無く、また車両収容の制約も大きいため（6両編成以上の固定編成が収容不可能）昭和初期より計画されたが、車庫予定地周辺の地盤の軟弱、繰り返される水害、それに寝屋川車庫（当時の萱島車庫）建設が優先されるなどで計画が先送りされ、戦後になり一部用地買収を進め1967年には現在の淀車庫の場所に「淀車庫予定地」との看板も設置されていたが、土居-寝屋川信号所間の高架複々線化工事と守口仮留置線が1980年に廃止が予定、深草車庫の老朽化、車両増に対応するため新車庫が必要とのことから1972年2月運輸・建設の両大臣に「淀車庫建設に関する工事認可申請」を行い、1975年8月認可、同年10月着工した。

### 第1期工事（45800㎡）
1975年（昭和50年）10月12日地鎮祭を行い着工。1979年12月に工事終了、1980年（昭和55年）3月6日竣工、3月10日使用開始、3月17日検査業務開始、深草車庫は廃止された。
この第1期工事は本線の北側に留置線4線（811m）・出入庫線と8連対応の検車庫・固定式洗車機・検査係事務所が造られ、開設時は収容能力58両。同年10月15日淀土木基地も使用開始した。
併せて検車庫の東側に京阪本線を南北にまたぐ京都府道15号宇治淀線の自動車専用高架橋と歩行者用地下道が建設された。

### 第2期工事 （第1期部分から西側へ拡張・23400㎡）
1500V昇圧を控えて製造された6000系の昇圧時までの留置場所を確保するために2期工事の一部を先行して完成させ、1983年7月の時点で6000系7連4編成が留置されていた。正式な2期工事の完成は、1983年11月3日。第1信号扱所などが造られ収容能力76両・留置線11線（2901m）分が新たに作られ、収容能力138両留置線15線となった。
また1983年12月の1500V昇圧と同時に廃車された600系39両が、廃車後も淀車庫の2期工事部分の留置線にしばらく置かれていたが、同所で全車解体された。
2期工事に伴い、車庫建設用地部分で京阪本線を横断していた3ヶ所の踏切（八幡5，6，7号）は閉鎖され、代わりに検車庫の西側にも自動車専用高架橋（農道）が造られ、車庫の外周を反時計回りにまわる外周道路の建設が始まる。

### 第3期工事 （京阪本線南側へ拡張）
本線のダイヤに関係なく南北の車庫内で回送電車の入れ替えが出来るように、京阪本線の線路の高架工事が行われ、1996年（平成8年）2月23日京阪本線淀屋橋行き線路が高架化、同年11月16日出町柳行きも高架化され、翌1997年（平成9年）8月30日高架の下に2線の車庫内連絡線が造られた。
留置線は1996年 （平成8年）11月30日3期工事の一部が完成し列車留置を開始され、1997年 （平成9年）11月28日に竣工。京阪本線南側にも155両17本の車庫線を新設され、現在の収容能力は320両。
　　　　　　　　　

### 第4期工事（第3期工事区画の東側への拡張計画は中止・内陸型物流施設建設）
淀駅の高架化工事が行われていた当時、入出庫線の配線変更が一部実施されている。また第4期工事で線路を敷く予定地の一部が「淀駅高架化工事の資材置き場」として利用されていた。
計画当初は線路配線の変更や留置線の新設・移設等により約400両までの収容に対応できるように計画されていたが、車両の増強の見込みが立たなくなったことから計画を変更し、車庫の拡張は中止となり、余剰用地を物流施設を建設して活用することとなった。3棟の大型倉庫を核とする「京阪淀ロジスティクスヤード」の名称で2016年3月25日竣工、同年4月から供用を開始し日本通運・つばめ急便が使用している。倉庫の屋上には太陽光発電パネルが設置され年間120万kwの発電し、発電された電力は関西電力に売電される。